# Semeem
Een semeem (van het Griekse σημαίνω, "betekenen") is in de semantiek de kleinste betekenisdragende eenheid in een taal. Het begrip semeem komt ongeveer overeen met de begrippen morfeem en moneem in de morfologie. Bij verdere uitbreiding wordt de term semeem soms ook op één lijn gesteld met begrippen uit andere wetenschapsdomeinen, zoals atoom en meme. Het verschijnsel semeem is met name onderzocht door Bernard Pottier.
Het begrip semeem dient met name te worden onderscheiden van een seem, dat overeenkomt met een distinctief kenmerk. Zo zijn de Nederlandse suffixen -(e)n en -s die het meervoud uitdrukken beide sememen met het seem meervoud. 
Bij verschillende sememen is er vaak sprake van eenzelfde archisemeem. Wat hiermee bedoeld wordt kan duidelijk gemaakt worden aan de hand van het volgende voorbeeld:
De twee sememen stoel en leunstoel hebben bij elkaar de volgende vijf semen: 
S1 = met rugleuning
S2 = op poten
S3 = voor 1 persoon
S4 = om te zitten
S5 = met armleuningen
De semen S1 t/m S4 gelden voor allebei de sememen, terwijl S5 alleen voor "leunstoel" geldt. S5 is dus hier het betekenisonderscheidende seem. De beide sememen "stoel" en "leunstoel" delen echter ook een archisemeem, namelijk "zitting". Dit doen ze door middel van de semen S2 en S4. Op dezelfde manier hebben bijvoorbeeld de sememen "moeder" en "dochter" het archisemeem "vrouw" gemeenschappelijk, door middel van het seem vrouwelijk.

## Verwante begrippen
De ietwat verouderde term semanteem komt ongeveer overeen met het begrip lexeem in de morfologie.